# Elatostema didymocephalum
Elatostema didymocephalum är en nässelväxtart som beskrevs av Wen Tsai Wang. Elatostema didymocephalum ingår i släktet Elatostema och familjen nässelväxter. Inga underarter finns listade i Catalogue of Life.